# Persicaria taquetii
Persicaria taquetii är en slideväxtart som först beskrevs av Leveille, och fick sitt nu gällande namn av Gen-Iti Koidzumi. Persicaria taquetii ingår i släktet pilörter, och familjen slideväxter. Inga underarter finns listade i Catalogue of Life.